# ロイヤル・コーラル・ソサエティ
ロイヤル・コーラル・ソサエティ（Royal Choral Society）は、イギリスの合唱団。王立合唱協会と訳されることもある。

## 沿革
1871年、ロンドンのロイヤル・アルバート・ホールが完成し、普仏戦争を避けてロンドンに滞在していたシャルル・グノーの指揮で万国博開催を記念した合唱コンサートが行われ、これを契機としてグノーを常任指揮者としたロイヤル・アルバート・ホール合唱協会が創設された。1888年にはヴィクトリア女王の後援を受け、その名称をロイヤル・コーラル・ソサエティと改めている。1875年にヴェルディを招き「レクィエム」を、1884年にはドヴォルザークを招き「スターバト・マーテル Stabat Mater」を、作曲者の指揮のもとイギリスで初演し、1900年には作曲家サミュエル・コールリッジ＝テイラーの指揮により、彼の「ハイアワサの歌 the Song of Hiawatha」を完唱するなど、先駆的な取り組みを行ってきた。
第二次世界大戦末期の空襲でロイヤル・アルバート・ホールが被災し、ロイヤル・コーラル・ソサエティも出直しを余儀なくされたが、戦後は、1928年から39年間にわたり常任指揮者を務め、名合唱指揮者と謳われたマルコム・サージェントの指導の下、イギリス最高のシンフォニック・コーラスとして再建されている。1967年のサージェント没後は、ウィン・モリス、メレディス・デイヴィス、ラースロー・ヘルタイらが指揮者となり、1995年以降はリチャード・クックが常任指揮者を務めている。 